# Challenger Salinas Diario Expreso
O 'Challenger Salinas Diario Expreso ou apenas Challenger de Salinas é uma competição de tênis de nível ATP Challenger Tour, realizado em piso duro, desde 1996, em Salinas, Equador.

## Edições

### Simples
| Ano  | Campeão                | Vice-Campeão     | Placar           |
| ---- | ---------------------- | ---------------- | ---------------- |
| 2010 | Brian Dabul            | Nicolás Massú    | 6–3, 6–2         |
| 2009 | Santiago Giraldo       | Michael Russell  | 6–3, 6–2         |
| 2008 | Iván Miranda           | Diego Junqueira  | 6–2, 6–2         |
| 2007 | Juan Pablo Brzezicki   | Marcos Daniel    | 6–4, 6–4         |
| 2006 | Benjamin Becker        | Jesse Witten     | 4–6, 6–3, 6–2    |
| 2005 | Dennis van Scheppingen | Franco Ferreiro  | 6–2, 6–4         |
| 2004 | Alejandro Falla        | Gilles Müller    | 6–7(6), 6–2, 6–2 |
| 2003 | Giovanni Lapentti      | Iván Miranda     | 6–3, 6–4         |
| 2002 | Iván Miranda           | Ricardo Mello    | 6–3, 6–4         |
| 2001 | David Nalbandian       | Ronald Agenor    | 6–4, 6–2         |
| 2000 | Davide Sanguinetti     | Luis Horna       | 6–2, 6–2         |
| 1999 | Juan Ignacio Chela     | Hernán Gumy      | 6–4, 7–6         |
| 1998 | André Sá               | Guillermo Cañas  | 7–5, 5–7, 6–4    |
| 1997 | Oliver Gross           | Gilbert Schaller | 6–1, 3–6, 6–2    |
| 1996 | Óscar Martínez         | Luis Morejón     | 6–2, 6–7, 6–3    |

### Duplas
| Ano  | Campeões                                | Vice-Campeões                         | Placar              |
| ---- | --------------------------------------- | ------------------------------------- | ------------------- |
| 2010 | Jonathan Marray Jamie Murray            | Sanchai Ratiwatana Sonchat Ratiwatana | 6–3, 6–4            |
| 2009 | Sanchai Ratiwatana Sonchat Ratiwatana   | Juan Pablo Brzezicki Iván Miranda     | 6–3, 7–6(4)         |
| 2008 | Júlio Silva Caio Zampieri               | Sebastián Decoud Dick Norman          | 7–6(6), 6–2         |
| 2007 | Scott Lipsky David Martin               | Thiago Alves Franco Ferreiro          | 7–5, 7–6(9)         |
| 2006 | Thiago Alves Júlio Silva                | André Ghem Alexandre Simoni           | 3–6, 6–4, 10–4      |
| 2005 | Juan Pablo Brzezicki Cristian Villagran | Juan Pablo Guzmán Sergio Roitman      | 6–2, 6–4            |
| 2004 | Federico Browne Aisam-ul-Haq Qureshi    | José de Armas Eric Nunez              | 6–3, 6–3            |
| 2003 | Martín García Sebastián Prieto          | Michael Kohlmann Harel Levy           | walkover            |
| 2002 | Brandon Coupe Jeff Salzenstein          | Martín Rodríguez Diego Veronelli      | 6–7(3), 6–4, 7–6(3) |
| 2001 | Luis Horna David Nalbandian             | Daniel Melo Flavio Saretta            | 6–4, 0–6, 6–1       |
| 2000 | Juan Balcells Mauricio Hadad            | Emilio Benfele Alvarez Alex Calatrava | walkover            |
| 1999 | Mariano Hood Sebastián Prieto           | Lucas Arnold Ker Daniel Orsanic       | 6–2, 7–6            |
| 1998 | David di Lucia Michael Sell             | Mariano Hood Sebastián Prieto         | 7–6, 6–4            |
| 1997 | Fernando Meligeni André Sá              | Donald Johnson Francisco Montana      | 6–3, 3–6, 6–3       |
| 1996 | Juan Carlos Bianchi Claude N'Goran      | Daniel Orsanic Laurence Tieleman      | 7–5, 6–4            |